# NAVI
NAVI, også kendt som Naviband, er et band som består af Arciom Lukjanienka, Ksienija Žuk, Aliaksandr Taboĺski, Uladzislaŭ Čaščavik og Uladzimir Biehier. Arciom og Ksienija repræsenterede Hviderusland i Eurovision Song Contest 2017 med sangen "Story of My Life" på hviderussisk, første gang sproget er brugt i en sang i konkurrencen. De opnåede en 17. plads.
Arciom og Ksienija har været gift siden 5. september 2014, og offentliggjorde i slutningen af 2017 i musikvideoen til A Dzie Žyvieš Ty?at de venter deres første barn sammen. 1. maj 2018 offentliggjorde parret på Facebook, at de havde fået en søn, Matsei.